# Os Lunnis
Os Lunnis (em espanhol: Los Lunnis) é um programa infantil de televisão espanhol que foi produzido pelo canal TVE, onde estreou em setembro de 2003. No Brasil estreou no Canal Futura em 10 de outubro de 2005 e foi exibido até 2008, enquanto que em Portugal foi transmitido na RTP.[carece de fontes?] Um projeto baseado nos Lunnis, chamado Lunnis de Leyenda, fez sua estreia no canal Clan em 3 de dezembro de 2016.
Foram dublados 61 episódios, cada um com menos de 13 minutos cada. O enredo se passa no país chamado "Lunalunera", que está localizado na Lua e é habitado pelos "Lunnis". Estes são protagonizados por fantoches.

## Personagens
Seus personagens são fantoches. Seus nomes são os seguintes:
- Lupita
- Lublu
- Lucho
- Lulila
- a Bruxa Lubina
- O Profesor Lutecio
- Lula
- Lulo
- Lucanero
- Lurdo
- Lumbrela

## Curiosidades
- Todos os nomes de quem mora em Luna-Lunera, começa com Lu
- No México, a série foi redublada devido a forte diferença entre os sotaques espanhol e mexicano. Passa várias vezes nas manhãs do canal Televisa.
- A música Despierta ya era exibida no Canal Futura sempre às 8 da manhã em ponto e dublada.

## Discografia
Os Discos e DVDs só estão à venda na Espanha.
- Despierta ya!
- Cumple cumpleaños (+ DVD)
- Los Lunnis: Nos vamos a la cama
- Nos vamos a la cama (+ DVD)
- Navidad con los Lunnis
- Vacaciones con los Lunnis
- Mis amigos del mundo